# Придорожній заклад
«Придорожній заклад» (англ. Road House) — драма 1989 року. Сем Елліотт виконує роль викидайла, наставника, друга і прикриття персонажа Патріка Свейзі.

## Сюжет
Долтон — легендарний викидайло, який приїздить в Джаспері, штат Міссурі з певною метою: відновити порядок у небезпечному барі «Подвійна порція».

## Виробництво

### Кастинг
Аннет Бенінг спочатку отримала роль доктора Елізабет Клей. Однак роль була перероблена через те, що між нею та Патріком Свейзі було занадто мало хімії, і її замінили на Келлі Лінч.

### Знімання фільму
Знімання фільму розпочалися у квітні 1988 року на локаціях на всій Каліфорнії, переважно у Ньюголлі, Валенсії та Каньйон-Кантрі. Для знімання більшої частини «Нової подвійної двійки» використовувався бар «Ковбой» в Анагаймі, який пізніше називався «Естрада», допоки не закрився. Сцени відкриття та монстр-трака були зняті в Рідлі, штат Каліфорнія. Між двома резиденціями протікає річка Кінгз-Рівер. Монстр-вантажівку Bigfoot #7 створили спеціально для фільму. Знімання цієї сцени коштували 500 000 доларів.